# Filippo Bon
Filippo Bon (Venezia, tra la fine del XV e l'inizio del XVI secolo – Roma, 1551) è stato un vescovo cattolico italiano.

## Biografia
Figlio di Alvise, apparteneva a una famiglia patrizia tradizionalmente legata alla Curia romana. Non fu un caso, quindi, se Filippo, una volta abbracciata la vita religiosa, fu trasferito nella Roma di papa Clemente VII.
Durante il sacco di Roma del 1527, finì ostaggio dei lanzichenecchi e venne liberato dietro pagamento di trecento ducati. Subito, assieme all'ambasciatore veneziano, lasciò l'Urbe e riparò nella città natale. Vi tornò con l'elezione di Paolo III, per il quale fu segretario in Curia; divenne uno dei più stretti collaboratori del papa, fedele fautore della sua volontà. Nel 1543 venne nominato vescovo di Famagosta, ma non risiedette nella sua diocesi.
Nel 1546 giunse a Trento per partecipare al concilio. La sua presenza aveva fini meramente tattici: secondo le istruzioni del pontefice, intendeva raccogliere consensi per spostare l'assemblea in un'altra sede, lontana dall'influenza dell'imperatore Carlo V. La missione ebbe esito positivo poiché nel 1547 la maggioranza dei prelati votò per trasferire il concilio a Bologna.
Ebbe tuttavia anche un ruolo nelle questioni teologiche e dottrinali: intervenne, ad esempio, nelle discussioni riguardanti il battesimo e la cresima e prese parte alla stesura dei decreti sulla giustificazione e sulla super reformationem. Per ovvie ragioni, quando si parlò dell'obbligo di residenza dei vescovi si schierò tra i moderati.
A Bologna si occupò prevalentemente delle questioni attorno all'eucaristia. Ma già nel giugno 1547 ripartì per Roma, dove riprese a lavorare in Curia. Nel 1551 risulta abate commendatario del monastero di San Michele di Pola.